# Șoimușeni, Sălaj
Șoimușeni (în maghiară Kővársolymos, colocvial Solymos) este un sat în comuna Letca din județul Sălaj, Transilvania, România.